# شاهزاده و گدا (فیلم ۱۹۷۷)
شاهزاده و گدا یک فیلم در ژانر اکشن و ماجراجویی ساخته سال ۱۹۷۷ به کارگردانی ریچارد فلایشر است که بر اساس رمان شاهزاده و گدا توسط مارک تواین می‌باشد.

## داستان فیلم
شاهزاده ادوارد (فرزند و ولیعهد شاه هنری) در قصر به کودک فقیری برخورد می‌کند و با او همبازی می‌شود. شباهت کودک فقیر با شاهزاده به اندازه ای است که آن دو تصمیم می‌گیرند جای خود را بعنوان بازی با هم عوض کنند اما نگهبانان شاهزاده را که به لباس تام فقیر درآمده دستگیر کرده و از قصر بیرون می‌اندازند. تام فقیر مجبور می‌شود تا جای ادوارد را بگیرد و اعتراف او مبنی بر این که شاهزاده واقعی نیست مورد پذیرش اهالی قصر قرار نمی‌گیرد و او را خیال پرداز می‌پندارند. در این میان یکی از بزرگان متنفذ قصر (ارل هارتفورد) با سوء استفاده از وضعیت پیش آمده پس از این که متوجه می‌شود تام شاهزاده واقعی نیست او را مطیع دستورهای خود کرده و افرادی را برای یافتن و از بین بردن شاهزاده ادوارد واقعی به شهر می‌فرستد. در این میان شاهزاده ادوارد واقعی در شرایط سختی قرار می‌گیرد و پدر تام فقیر (جان کانتی) او را پیدا می‌کند و با پسرش اشتباه می‌گیرد. شاهزاده مجبور می‌شود از دستورها پدر تام تبعیت کند و با او به دزدی برود. طی این وقایع شاه هنری (با بازی چارلتون هستون) از دنیا می‌رود. ارل هارتفورد با سوء استفاده از شرایط، دوک نورفورلک از متعمدین خاندان پادشاهی را با امضای پادشاه جدید (تام فقیر) که با ترس و تهدید او را مطیع خود ساخته  است به زندان می‌اندازد. طی داستان شاهزاده فقیر شده با فردی به نام مایلز هندون (با بازی الیور رید) آشنا می‌شود که از سربازان دلیر پادشاهی انگلستان می‌باشد. ادوارد داستان خود را برای مایلز تعریف می‌کند و سرانجام او را متقاعد می‌کند که شاهزاده واقعی است. شاهزاده توسط گدایان شهر مورد تمسخر و انکار قرار می‌گیرد اما مایلز که حرف‌های او را باور دارد وی را از شر جان کانتی خلاص می‌کند و جان او را در مقابل سوء قصد فرستادگان ارل هارتفورد نجات می‌دهد. سرانجام در آغاز مراسم تاجگذاری شاه جدید، ادوارد شاهزاده واقعی و مایلز هندون به قصر می‌رسند و باعث توقف مراسم می‌شوند. با پیدا شدن مهر سلطنتی توسط تام فقیر و افشا شدن حقیقت، شاهزاده و تام دوباره به سرجای خود برمی گردند و تام به عنوان دوست شاه جدید در قصر باقی می‌ماند. ارل هارتفورد تبعید می‌شود و مایلز به زندگی معمولی خود بازمی‌گردد.

## نقش‌ها
- مارک لستر در نقش شاهزاده ادوارد و تام کنتی
- الیور رید در نقش سر مایلز هندون
- چارلتون هستون در نقش شاه هنری
- راکل ولچ در نقش لیدی ادیت
- ارنست بورگناین در نقش جان کانتی
- جرج سی اسکات در نقش سردسته گدایان
- رکس هریسون در نقش دوک نورفولک
- دیوید همینگز در نقش هیو هندون
- پرستون لاک‌وود
- روث ماداک

## دوبله فارسی
این فیلم با حضور گویندگان (صداپیشه) سرشناس ایرانی به فارسی دوبله شده است:
آرشاک قوکاسیان به جای مارک لستر (شاهزاده ادروارد و گدا (تام کنتی))
حسین عرفانی به جای الیور رید (مایلز هندون)
ایرج ناظریان به جای چارلتون هستون (شاه هنری)
ژاله کاظمی به جای راکوئل ولش (لیدی ادیت)
ابولحسن تهامی به جای رکس هریسون (دوک نورفولک)
خسرو خسروشاهی به جای دیوید همینگز (هیو هندون)
ناصر نظامی به جای جرج سی اسکات (سر دسته گدایان)

نصر ا… مدقالچی به جای ارنست بورگناین (جان کانتی)